# 少叶黄杞
少叶黄杞（学名：Engelhardtia fenzlii）为胡桃科黄杞属下的一个种。

## 扩展阅读
維基物種上的相關：少叶黄杞